# Кропотовская биологическая станция
Кропотовская биологическая станция им. Б. Л. Астаурова -- биостанция ИБР РАН близ деревни Большое Кропотово, является экспериментальной базой фундаментальных и прикладных работ по многим проблемам биологии развития и генетики не только сотрудников института, Биологического факультета МГУ, но и других научных учреждений.

## История

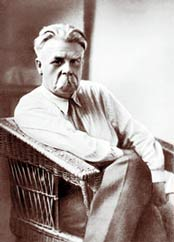
Н. К. Кольцов на биостанции в Кропотово

Биостанция была основана в 1927 году по инициативе кафедры общей биологии Второго МГУ, где читал лекции биолог Н. К. Кольцов. С 1932 по 1937 г. биостанция принадлежала Институту экспериментального морфогенеза. Затем её передали Кольцовскому институту; а в 1967 г. она вошла в состав Института биологии развития. Во времена Н. К. Кольцова здесь работали многие выдающиеся биологи: сам Н. К. Кольцов, Д. П. Филатов, Б. В. Кедровский, Б. Л. Астауров, Л. Я. Бляхер, А. Г. Лапчинский, М. С. Навашин, Н. П. Дубинин, В. В. Сахаров, Н. Н. Соколов, Б. Н. Сидоров, В. А. Струнников и др. Именно здесь Б. Л. Астауров в 30-е годы начал изучать регуляцию пола у тутового шелкопряда, а потом В. А. Струнников разрабатывал подходы к управлению размножением и регуляцией пола. После смерти Б. Л. Астаурова Кропотовская биостанция была названа в честь ученого.

## Современное состояние
Сейчас на биостанции активно работают физиологи, изучая особенности формирования поведения и механизмы регуляции физиологических функций в онтогенезе. Эти исследования проводятся на насекомых, моллюсках, амфибиях, с использованием методов электрофизиологии, цитохимии и молекулярной биологии. Биофизики изучают особенности энергетического метаболизма у моллюсков, насекомых и других беспозвоночных. Продолжаются работы по полиплоидии гречихи, успешно начатые В. В. Сахаровым; идет направленный отбор и селекция для получения семян гречихи и календулы. Генетики проводят в Каширском р-не мониторинг видового разнообразия дрозофил вдоль бассейна р. Оки.

## Достопримечательности
На территории биостанции находится усадьба середины XIX в.. Кроме того в Кропотово есть мемориальный кабинет проф. Н. К. Кольцова и академика Б.Л. Астаурова, где хранятся редкие документы и личные вещи ученых.